# Dennis Wilshaw
Dennis James Wilshaw (Stoke-on-Trent, 11 marzo 1926 – Stoke-on-Trent, 10 maggio 2004) è stato un calciatore inglese, di ruolo attaccante.

## Carriera
Vinse il campionato inglese nel 1954 con il Wolverhampton.

## Statistiche

### Cronologia presenze e reti in nazionale
| Cronologia completa delle presenze e delle reti in nazionale ― Inghilterra | Cronologia completa delle presenze e delle reti in nazionale ― Inghilterra | Cronologia completa delle presenze e delle reti in nazionale ― Inghilterra | Cronologia completa delle presenze e delle reti in nazionale ― Inghilterra | Cronologia completa delle presenze e delle reti in nazionale ― Inghilterra | Cronologia completa delle presenze e delle reti in nazionale ― Inghilterra | Cronologia completa delle presenze e delle reti in nazionale ― Inghilterra | Cronologia completa delle presenze e delle reti in nazionale ― Inghilterra |
| Data                                                                       | Città                                                                      | In casa                                                                    | Risultato                                                                  | Ospiti                                                                     | Competizione                                                               | Reti                                                                       | Note                                                                       |
| -------------------------------------------------------------------------- | -------------------------------------------------------------------------- | -------------------------------------------------------------------------- | -------------------------------------------------------------------------- | -------------------------------------------------------------------------- | -------------------------------------------------------------------------- | -------------------------------------------------------------------------- | -------------------------------------------------------------------------- |
| 10-10-1953                                                                 | Cardiff                                                                    | Galles                                                                     | 1 – 4                                                                      | Inghilterra                                                                | Qual. Mondiali 1954                                                        | 2                                                                          |                                                                            |
| 20-6-1954                                                                  | Berna                                                                      | Inghilterra                                                                | 2 – 0                                                                      | Svizzera                                                                   | Mondiali 1954 - 1º turno                                                   | 1                                                                          |                                                                            |
| 26-6-1954                                                                  | Basilea                                                                    | Uruguay                                                                    | 4 – 2                                                                      | Uruguay                                                                    | Mondiali 1954 - Quarti di finale                                           | -                                                                          |                                                                            |
| 10-11-1954                                                                 | Londra                                                                     | Inghilterra                                                                | 3 – 2                                                                      | Galles                                                                     | Torneo Interbritannico 1954                                                | -                                                                          |                                                                            |
| 1-12-1954                                                                  | Londra                                                                     | Inghilterra                                                                | 3 – 1                                                                      | Germania Ovest                                                             | Amichevole                                                                 | -                                                                          |                                                                            |
| 2-4-1955                                                                   | Londra                                                                     | Inghilterra                                                                | 7 – 2                                                                      | Scozia                                                                     | Torneo Interbritannico 1954                                                | 4                                                                          |                                                                            |
| 15-5-1955                                                                  | Colombes                                                                   | Francia                                                                    | 1 – 0                                                                      | Inghilterra                                                                | Amichevole                                                                 | -                                                                          |                                                                            |
| 18-5-1955                                                                  | Madrid                                                                     | Spagna                                                                     | 1 – 1                                                                      | Inghilterra                                                                | Amichevole                                                                 | -                                                                          |                                                                            |
| 22-5-1955                                                                  | Porto                                                                      | Portogallo                                                                 | 3 – 1                                                                      | Inghilterra                                                                | Amichevole                                                                 | -                                                                          |                                                                            |
| 22-10-1955                                                                 | Cardiff                                                                    | Galles                                                                     | 2 – 1                                                                      | Inghilterra                                                                | Torneo Interbritannico 1955                                                | -                                                                          |                                                                            |
| 2-11-1955                                                                  | Londra                                                                     | Inghilterra                                                                | 3 – 0                                                                      | Irlanda del Nord                                                           | Torneo Interbritannico 1955                                                | 2                                                                          |                                                                            |
| 20-5-1956                                                                  | Helsinki                                                                   | Finlandia                                                                  | 1 – 5                                                                      | Inghilterra                                                                | Amichevole                                                                 | 1                                                                          |                                                                            |
| 26-5-1956                                                                  | Berlino                                                                    | Germania Ovest                                                             | 1 – 3                                                                      | Inghilterra                                                                | Amichevole                                                                 | -                                                                          |                                                                            |
| 6-10-1956                                                                  | Belfast                                                                    | Irlanda del Nord                                                           | 1 – 1                                                                      | Inghilterra                                                                | Torneo Interbritannico 1950                                                | -                                                                          |                                                                            |
| Totale                                                                     |                                                                            | Presenze                                                                   | 12                                                                         |                                                                            | Reti                                                                       | 10                                                                         |                                                                            |

## Palmarès
- Coppa d'Inghilterra: 1

Wolverhampton: 1948-1949
- Charity Shield: 2

Wolverhampton: 1949, 1954
- Campionato inglese: 1

Wolverhampton: 1953-1954